# Novell Evolution
Novell Evolution (nekad Ximian Evolution) je program u kojem je integrirana e-pošta, kalendar, kontakti i ostale stvari koje olakšavaju posao. Jedan je od najboljih, po mnogima i najbolji, program svoje kategorije koja postoji za linux. (izvor: Linux.hr  Arhivirana inačica izvorne stranice od 21. siječnja 2002. (Wayback Machine))

## Vanjske poveznice
- Novell Evolution 2